# تیم ملی فوتسال روسیه
تیم ملی فوتسال روسیه نماینده روسیه در مسابقات بین‌المللی فوتسال و یکی از تیم‌های فوتسال اروپایی است. 
روسیه در ۶ دوره جام جهانی شرکت کرده و مقام نایب قهرمان جام جهانی فوتسال ۲۰۱۶ و همچنین مقام سومی جام جهانی فوتسال ۱۹۹۶ را در کارنامه دارد. 
این تیم در ١ دوره مسابقات قهرمانی فوتسال اروپا مقام قهرمانی را کسب کرده است. 